# UGC 2320
Arp 190 = UGC 2320 ist ein interagierendes Galaxienpaar im Sternbild Aries, welches etwa 364 Mio. Lj von der Milchstraße entfernt ist. Halton Arp gliederte seinen Katalog ungewöhnlicher Galaxien nach rein morphologischen Kriterien in Gruppen. Diese Galaxie gehört zu der Klasse Galaxien mit schmalen Filamenten.